# Turnera annectens
Turnera annectens är en passionsblomsväxtart som beskrevs av M.M. Arbo. Turnera annectens ingår i släktet Turnera och familjen passionsblomsväxter. Inga underarter finns listade i Catalogue of Life.